# Brunfelsia purpurea
Brunfelsia purpurea är en potatisväxtart som beskrevs av August Heinrich Rudolf Grisebach. Brunfelsia purpurea ingår i släktet Brunfelsia och familjen potatisväxter. Inga underarter finns listade i Catalogue of Life.